# Viorica Ghican

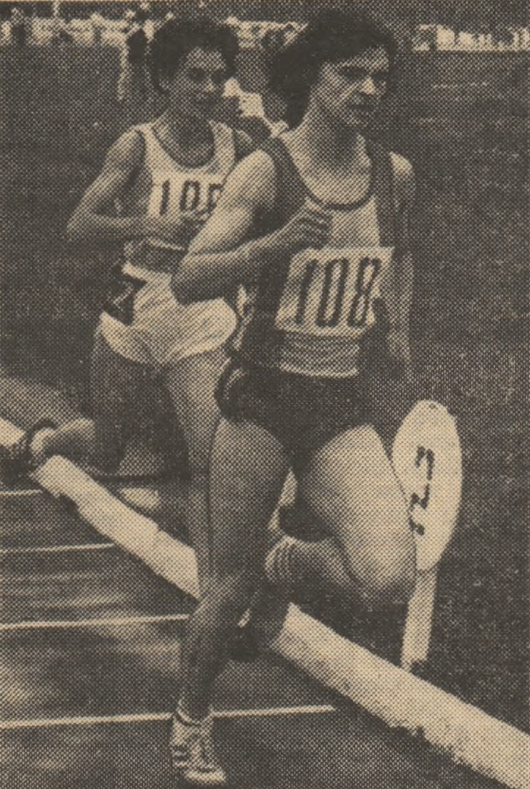
Viorica Ghican și Paula Ivan la Campionatele Internaționale ale României

Viorica Dima Ghican (n. 9 iunie 1965) este o fostă alergătoare română.

## Carieră
Sportiva s-a apucat de atletism la vârsta de 14 ani la Caracal. Din 1984 a fost pregătită de Ion Bură la Târgu Jiu. La Universiada din 1989 de la Duisburg a cucerit medalia de aur în proba de 10.000 m, stabilind un nou record național cu timpul de 31:46,43 min, și la 3000 m a obținut argintul în urma compatrioatei Paula Ivan.
În anul 1990 ea a ocupat locul patru la Campionatul European în sală de la Glasgow și la Campionatul European de la Split s-a clasat pe locul 13. Tot în acel an a doborât la Helsinki recordul național de 10.000 m, reușind un timp de 31:18,18 min. Performanța a rezistat 12 ani, până când Mihaela Botezan a alergat 31:13,96 min la Campionatul European din 2002.
Viorica Ghican a reprezentat România de cinci ori la Campionatele Mondiale de Cros, în anii 1986, 1990, 1991, 1996 și 1997. La ediția din 1990 a ocupat locul opt, și în 1996, la Stellenbosch, a câștigat medalia de bronz cu echipa României, alături de Gabriela Szabó, Iulia Negură, Elena Fidatov, Mariana Chirilă și Lelia Deselnicu.

## Realizări
| An   | Competiție                   | Locație                     | Loc | Eveniment | Note     |
| ---- | ---------------------------- | --------------------------- | --- | --------- | -------- |
| 1986 | Campionatul Mondial de Cros  | Neuchâtel, Elveția          | 73  | 4,65 km   | 16:07,4  |
| 1986 | Campionatul Mondial de Cros  | Neuchâtel, Elveția          | 8   | echipe    | 16:07,4  |
| 1989 | Cupa Europei                 | Gateshead, Marea Britanie   | 2   | 10 000 m  | 32:41,34 |
| 1989 | Cupa Europei                 | Gateshead, Marea Britanie   | 5   | echipe    | 32:41,34 |
| 1989 | Universiada                  | Duisburg, Germania          | 2   | 3000 m    | 8:46,27  |
| 1989 | Universiada                  | Duisburg, Germania          | 1   | 10 000 m  | 31:46,43 |
| 1990 | Campionatul European în sală | Glasgow, Marea Britanie     | 4   | 3000 m    | 9:00,92  |
| 1990 | Campionatul Mondial de Cros  | Aix-les-Bains, Franța       | 8   | 6 km      | 19:47    |
| 1990 | Campionatul Mondial de Cros  | Aix-les-Bains, Franța       | 4   | echipe    | 19:47    |
| 1990 | Campionatul European         | Split, Iugoslavia           | 13  | 10 000 m  | 32:55,18 |
| 1991 | Campionatul Mondial de Cros  | Anvers, Belgia              | 25  | 6,4 km    | 21:16    |
| 1991 | Campionatul Mondial de Cros  | Anvers, Belgia              | 7   | echipe    | 21:16    |
| 1996 | Campionatul Mondial de Cros  | Stellenbosch, Africa de Sud | 38  | 6,3 km    | 21:37    |
| 1996 | Campionatul Mondial de Cros  | Stellenbosch, Africa de Sud | 3   | echipe    | 21:37    |
| 1997 | Campionatul Mondial de Cros  | Torino, Italia              | 84  | 6,6 km    | 22:50    |
| 1997 | Campionatul Mondial de Cros  | Torino, Italia              | 11  | echipe    | 22:50    |

## Recorduri personale
| Probă          | Performanță | Dată              | Locație         |
| -------------- | ----------- | ----------------- | --------------- |
| 800 m          | 1:58,96     | 12 august 1988    | Pitești         |
| 1500 m         | 4:02,76     | 11 iunie 1988     | București       |
| 3000 m         | 8:42,39     | 12 iunie 1988     | București       |
| 10 000 m       | 31:18,18    | 27 iunie 1990     | București       |
| 1500 m în sală | 4:13,17     | 26 februarie 1991 | Budapesta       |
| 3000 m în sală | 8:43,64     | 9 februarie 1990  | East Rutherford |